# كوليت جوستين
كوليت جوستين (بالإنجليزية: Colette Justine) هي فنانة أمريكية، ولدت في 1952 في تونس في تونس.